# Huntingdon County
För det före detta countyt i Québec, se Comté de Huntingdon.
Huntingdon County är ett administrativt område i delstaten Pennsylvania i USA, med 45 913 invånare. Den administrativa huvudorten (county seat) är Huntingdon. 

## Politik
Huntingdon County tenderar att rösta på republikanerna i politiska val.
Republikanernas kandidat har vunnit rösterna i countyt i samtliga presidentval sedan valet 1888 utom vid tre tillfällen: valen 1912 och 1964. I valet 2016 vann republikanernas kandidat Donald Trump countyt med 73 procent av rösterna mot 22,9 för demokraternas kandidat (ca 50 procents marginal), vilket är den största segermarginalen i countyt för en kandidat sedan valet 1924.

## Geografi
Enligt United States Census Bureau har countyt en total area på 2 302 km². 2 263 km² av den arean är land och 39 km² är vatten.

### Angränsande countyn
- Centre County - nord
- Mifflin County - öst
- Juniata County - öst
- Franklin County - sydost
- Fulton County - syd
- Bedford County - sydväst
- Blair County - väst